# Thomas Schwencke
Thomas Schwencke (1694-1767) was hoogleraar Anatomie en Chirurgie en Lector Obstetrie aan de Chirurgische School in Den Haag.

## Biografie
Schwencke publiceerde in 1743 het eerste leerboek hematologie, verder beschreef hij een naar hem genoemd pessarium.
In 1754 beschreef Schwencke in de Verhandelingen van de Hollandse Maatschappij der Wetenschappen zijn positieve ervaring met de eerste inentingen tegen de pokken (variolatie). Schwencke werd daarmee in de Republiek een pionier op dit gebied.
Hij was stadsarts en arts aan het hof van de prinselijke familie van Nassau-Weilburg. Mozart werd in 1765 door deze familie uitgenodigd voor het geven van concerten. Hij werd tijdens die concertreis in Den Haag ernstig ziek als gevolg van buiktyfus. Op verzoek van het hof werd Mozart voor een tweede opinie gezien door Schwencke en met succes behandeld. Schwencke heeft daarmee zijn naam gevestigd als behandelend arts van Mozart.